# Karel Kněnický
Karel Kněnický (ur. 30 marca 1908 w Pradze, zm. 9 kwietnia 1995 tamże) – czeski lekkoatleta, startujący w reprezentacji Czechosłowacji, specjalizujący się w biegach sprinterskich.
Pierwszy występ Czech na arenie międzynarodowej miał miejsce podczas IX Letnich Igrzyskach Olimpijskich w 1928 roku w Amsterdamie. Wziął udział w trzech konkurencjach. W biegu 100 metrów Kněnický biegł w ósmym biegu eliminacyjnym, w którym zajął trzecie miejsce i z czasem 11,3 sekundy odpadł z dalszej rywalizacji. Na dystansie 200 metrów Czech biegł w dziesiątym biegu eliminacyjnym. Z nieznanym czasem zajął w nim drugie miejsce i awansował do kolejnej fazy. W czwartym biegu ćwierćfinałowym, z nieznanym czasem, zajął ostatnie, piąte miejsce i odpadł z dalszej rywalizacji. W rywalizacji sztafet 4 × 400 metrów Czech biegł na drugiej zmianie. Ekipa czechosłowacka odpadła w fazie eliminacyjnej, zajmując w swoim biegu piąte miejsce (czas nieznany).
W 1934 roku, podczas I Mistrzostw Europy w Turynie, Kněnický wziął udział w biegu na dystansie 400 metrów. W pierwszym biegu eliminacyjnym zajął nie premiowane awansem trzecie miejsce, a czasem 49,1 sekundy ustanowił nowy rekord Czechosłowacji.
Kněnický wystartował ponownie na igrzyskach olimpijskich w 1936 roku podczas XI Letnich Igrzysk Olimpijskich w Berlinie. W biegu na dystansie 400 metrów Czech biegł w drugim biegu eliminacyjnym, gdzie z czasem 49,6 sekundy zajął drugie miejsce i awansował do kolejnej fazy. Uzyskując identyczny czas w ćwierćfinale zajął w swoim biegu ostatni, piąte miejsce i odpadł z dalszej rywalizacji. W rywalizacji sztafet 4 × 400 metrów Czech biegł na czwartej zmianie. Ekipa czechosłowacka odpadła w fazie eliminacyjnej, zajmując w swoim biegu piąte miejsce uzyskując czas 3:22,0.

## Rekordy życiowe
- bieg na 100 metrów – 10,8 (1928)
- bieg na 200 metrów - 22,0 (1935)
- bieg na 400 metrów - 49,1 (1934)